# HD 104985
HD 104985, o Tonatiuh, è una stella visibile nella costellazione Giraffa. Si trova a 333 anni luce dalla Terra.

## Caratteristiche
Tonatiuh è una gigante gialla, più evoluta del Sole, nonostante un'età di circa 3 miliardi di anni è già entrata nella fase di gigante per via della maggior massa, equivalente a 1,6 quella solare, e il suo raggio è aumentato a 11 volte quello del Sole. La sua temperatura superficiale è di circa 4800 K.

## Pianeta
HD 104985 b, chiamato anche Meztli, è un pianeta extrasolare posto ad una distanza di 0,78 UA dalla sua stella, con un'orbita di 198 giorni. Si tratta sicuramente di un gigante gassoso essendo più grande di Giove. A causa della luminosità della stella, anche eventuali esolune di dimensioni terrestri non potrebbero ospitare la vita come noi la conosciamo, poiché la stella è 56 volte più luminosa del Sole, e il pianeta si trova a circa la stessa distanza della Terra dal Sole, con una temperatura di equilibrio probabilmente attorno ai 700 K.

## Prospetto
| Pianeta    | Tipo            | Massa    | Periodo orb. | Sem. maggiore | Eccentricità | Scoperta |
| ---------- | --------------- | -------- | ------------ | ------------- | ------------ | -------- |
| b (Meztli) | Gigante gassoso | > 8,3 MJ | 199,5 giorni | 0,95 UA       | 0,09         | 2003     |